# Ibrahim Nasser Al-Matrooshi
Ibrahim Nasser Al-Matrooshi (arab. ‏ابراهيم ناصر المطروشي‎; ur. 1 lipca 1970) – lekkoatleta reprezentujący Zjednoczone Emiraty Arabskie, dziesięcioboista, olimpijczyk.
W 1992 roku reprezentował swój kraj na igrzyskach olimpijskich (27. pozycja). Trzy lata później w 1995 zdobył brązowy medal na mistrzostwach Azji w lekkoatletyce.

## Rekordy życiowe
- Dziesięciobój lekkoatletyczny – 6596 pkt. (1994) rekord Zjednoczonych Emiratów Arabskich[1]